# Związek Stowarzyszeń Rada Reklamy
Związek Stowarzyszeń Rada Reklamy znany też jako Komisja Etyki Reklamy – organizacja pozarządowa non-profit. Powstała w roku 2006. Jej działalność polega na wycofywaniu reklam niezgodnych z Kodeksem Etyki Reklamy. 

## Skargi
Każdy może złożyć skargę poprzez formularz internetowy na nieodpowiednią reklamę z wyłączeniem społecznych i politycznych. Nieodpowiednie kampanie są usuwane poprzez najczęściej zakańczanie ich - tak jak było w przypadku reklamyie Aquaparku Fali która była usunięta za treści dyskryminujące dzieci - lub zmusić firmę do zmian - tak jak było przy reklamie alkoholu Żywiec która zachęcała dzieci do picia ich napoi. 